# Fine Young Cannibals
 (avril 2019).
Si vous disposez d'ouvrages ou d'articles de référence ou si vous connaissez des sites web de qualité traitant du thème abordé ici, merci de compléter l'article en donnant les références utiles à sa vérifiabilité et en les liant à la section « Notes et références ».
Pour les articles homonymes, voir FYC.
Fine Young Cannibals (FYC) est un groupe britannique tendance pop/new wave actif entre 1984 et 1996, originaire de Birmingham dans les Midlands de l'Ouest (Angleterre). Leur nom est inspiré du titre du film de Michael Anderson, intitulé All the Fine Young Cannibals (Les Jeunes Loups - 1960), avec Robert Wagner et Natalie Wood.

## Membres du groupe
- Roland Gift : chant
- Andy Cox (en) (ex The Beat) : guitare
- David Steele (en) (ex The Beat) : guitare basse

## Historique
À la suite de la séparation de The Beat, Andy Cox (en) et David Steele (en) se mettent à la recherche d'un chanteur. Après de nombreuses auditions, ils choisissent Roland Gift (qui mènera parallèlement une carrière d'acteur).
Le groupe débute avec le single Johnny Come Home (en) (en 1985), qui rencontre immédiatement le succès. Leur premier album, qui porte le nom de la chanson, sort dans la foulée, et obtient lui aussi un certain succès atteignant la 11e place au Royaume-Uni et entrant dans le Top 50 américain.
En 1986, Fine Young Cannibals reprend le titre Ever Fallen in Love (With Someone You Shouldn't've) des Buzzcocks pour la bande originale du film de Jonathan Demme Dangereuse sous tous rapports (Something Wild) avec Melanie Griffith. Ce titre se classe plutôt bien en Angleterre.
En 1987, le groupe apparaît dans le film Les Filous de Barry Levinson, et participe à la bande originale (notamment via la chanson Good Thing utilisée pour le générique de fin).
The Raw and the Cooked, leur second album, sort en 1989. Le titre est une référence au livre de l'anthropologue Claude Lévi-Strauss, Le Cru et le Cuit, édité en 1964. L'album rencontre un succès considérable, grâce notamment aux singles She Drives Me Crazy et Good Thing qui se placent en tête de nombreux classements internationaux (dont les États-Unis où ces titres atteignent la première place). Le groupe remporte en 1990 les Brit Awards du meilleur groupe et du meilleur album britanniques.
Fine Young Cannibals s'est dissout en 1992, bien qu'ils soient brièvement retournés en studio en 1996 pour enregistrer un nouveau single, " The Flame ", qui complétait The Finest , leur compilation des plus grands succès sortie la même année.

## Discographie (albums)
- 1985 : Fine Young Cannibals
- 1989 : The Raw and the Cooked
- 1990 : The Raw & the Remix (en) (album de remixes)
- 1996 : The Finest (en) (compilation)
- 2006 : The Platinum Collection (compilation)
- 2009 : She Drives Me Crazy (compilation)
- 2012 : The Collection (compilation) (Deluxe édition agrémentée d'un CD bonus de remixes de Suspicious Minds et Johnny Come Home (en))
- 2013 : The Raw and the Cooked[réf. nécessaire] (Deluxe édition agrémentée d'un CD bonus de faces B, versions alternatives et remixes)

## Dans la culture
- 2007 : J'aurais voulu être un danseur d'Alain Berliner - She Drives Me Crazy

(source : générique)